# Агаметов, Сергей Александрович
Сергей Александрович Агаметов (род. 22 июля 1972) — советский и узбекистанский футболист, выступавший на всех позициях в поле.

## Биография
Воспитанник ДЮСШ Навои. Начал взрослую карьеру в составе клуба «Зарафшан» (Навои) во второй советской лиге. После распада СССР присоединился к команде «Пахтакор-79», составленной из молодых узбекистанских футболистов, и в её составе играл в высшей лиге Узбекистана.
В 1993 году перешёл в состав дебютанта чемпионата Казахстана «Карачаганак», провёл в команде половину сезона. В том же году перешёл в российский «Колос» из Краснодара, за основной состав сыграл только один матч в Кубке России, также выступал за дубль команды в третьей лиге.
В 1994 году вернулся в «Зарафшан» и провёл в команде шесть сезонов в высшей и первой лиге. В общей сложности, с учётом первенств СССР, сыграл за клуб из Навои более 270 матчей. В конце карьеры играл за другой узбекистанский клуб — «Кызылкум».
С 2002 года работает детским тренером в Калязине Тверской области. Также тренировал взрослый любительский клуб «Калязин». Окончил «Калязинский колледж» по специальности учитель физкультуры и ОБЖ, а также угличский филиал Ярославского государственного педагогического университета им. К. Д. Ушинского. Награждён рядом районных и ведомственных наград.